# Indifferentemente
Indifferentemente è una canzone napoletana del 1963, di Salvatore Mazzocco (musica) ed Umberto Martucci (testo) con edizione musicale La Canzonetta, interpretata per la prima volta da Mario Abbate e Mario Trevi.

## Significato del testo
Indifferentemente è una canzone che parla della fine di una storia d'amore.
Una coppia, tenendosi per mano, si ritrova a guardar tramontare la Luna. Quel gesto risulta essere «l'ultima scena» di un amore giunto alla fine, quando ormai non ci si ha più niente da dire. L'uomo ormai, rendendosi conto che non «è più niente per lei» («tanto 'o ssaccio che só': pe' te nun só' cchiù niente!...»), si aspetta che la compagna confermi la fine della loro storia. In questi versi, Martucci e Mazzocco usano delle metafore. Il veleno è la conferma della fine della loro storia d'amore. L'uomo preferisce averla subito, senza aspettare domani («e damme stu veleno, nun aspettà dimane!»). Se avrà questa conferma, l'accetterà, seppur con dolore, in maniera indifferente («ca, indifferentemente, si tu mm'accide nun te dico niente»). E indifferentemente la perderà (« [...] e indifferentemente io perdo a te!...»).

## Storia

### Il debutto con Abbate e Trevi

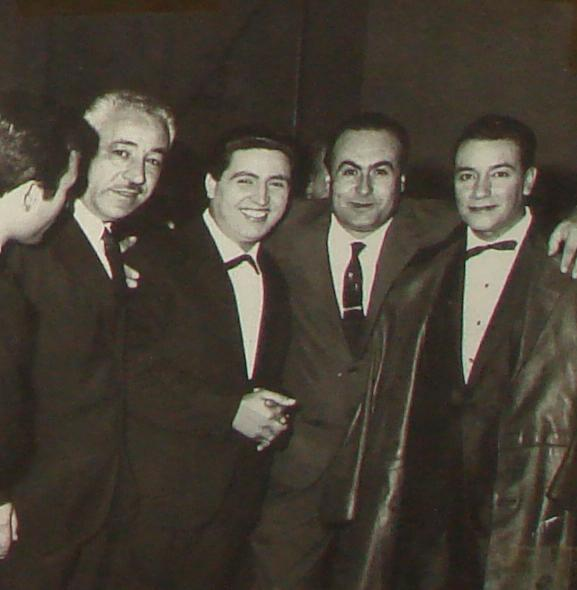
Mario Trevi (al centro) e Mario Abbate (primo a destra) nel 1963, al Festival di Napoli, dove si esibirono con la canzone Indifferentemente

Dallo stile tradizionale che richiama alla tecnica e gli schemi dei grandi poeti napoletani classici, Indifferentemente viene presentata per la prima volta il 18 ottobre del 1963 all'undicesimo Festival di Napoli, con la efficace e misurata esecuzione di Mario Abbate ed il linguaggio appassionato ed accorato di Mario Trevi. Alla presentazione, nella seconda serata del festival, la canzone fu molto apprezzata dalla stampa, che la indica come probabile vincitrice della manifestazione. Nonostante sia quasi certa la vittoria, la giuria, tra i dissensi del pubblico, annuncia che il primo posto è assegnato alla canzone Jammo ja presentata da Claudio Villa e Maria Paris. Indifferentemente si posiziona al secondo posto. Dopo l'annuncio del brano vincitore, la stampa non si pronuncia in merito e, soprattutto, non si sbilancia, per evitare la stessa disfatta del 1956, quando la manifestazione fu vinta da Guaglione. Jammo ja, finito il festival, fu presto dimenticata. Discograficamente, la canzone Indifferentemente ha un grande riscontro in hit parade. La versione di Mario Trevi, registra il 45 giri con Indifferentemente e il retro Catene d'ammore, Mario Abbate la incide nel 45 giri Indifferentemente con il retro Dint' 'a cchiesa. In seguito, visto il gran trionfo, Abbate e Trevi vivranno uno dei momenti più belli della loro carriera.

## Dal Festival ad oggi
Pur non arrivando al primo posto, da lì a poco tempo il brano iniziò ad essere inciso da grandi interpreti della canzone napoletana ed italiana, come Sergio Bruni, Roberto Murolo e Mina. Il brano, diventato un classico, è citato nell'Enciclopedia della canzone napoletana, scritta da Ettore De Mura.

## Mario Abbate

### Mario Abbate e Indifferentemente

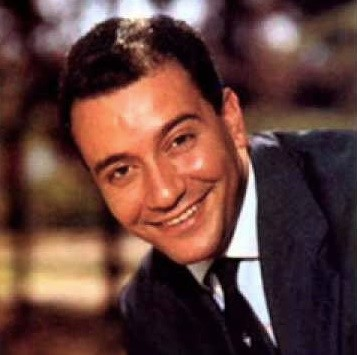

Nel 1964 Mario Abbate presenta Indifferentemente al Carnegie Hall di New York riscuotendo un ottimo successo anche in funzione di una rivisitazione jazz del maestro italo-americano Pino Ubaldo, fu premiato dal sindaco Robert F. Wagner, jr. in occasione di una serata organizzata da un'associazione culturale di italo americani. Nel 1966 al teatro Metropolitan in occasione dell'unico concerto di Mina nella città di Parthenope, la tigre di Cremona dedica a Mario Abbate seduto in prima fila, il refrain di Indifferentemente accompagnata al piano da Augusto Martelli. Nel 1977 in occasione dello spettacolo Napoli più Napoli con Roberto Murolo al teatro Diana del capoluogo campano. Mario invita Murolo a cantare due suoi successi Malafemmina e Indifferentemente facendosi accompagnare dal solo suono della chitarra. Abbate negli anni '70 è fondatore di Radio Olimpia e conduce una delle trasmissioni più seguite dal popolo napoletano: Tutta Napoli. La canzone più richiesta risulterà sempre Indifferentemente sia nella versione di Abbate che di Trevi.

## Mario Trevi

### Mario Trevi e Indifferentemente
Il 31 maggio 1966, in una puntata di Scala reale, programma presentato da Peppino De Filippo, Mario Trevi, unico artista a cantare in napoletano, si esibì con questo brano. In seguito Trevi si esibirà con il brano in varie manifestazioni e trasmissioni televisive. Nel 1964 si esibisce alla Piedigrotta 1964 organizzata all'Arena Flegrea di Napoli e condotta da Pippo Baudo.
Nel 1989, a ventisei anni dalla prima incisione, Mario Trevi incide una nuova versione del brano su arrangiamenti nati da strumenti elettrofoni, nell'album I miei successi di ieri... cantati oggi.
Nel 1997 torna in Rai, esibendosi con il brano a Napoli prima e dopo, duettando con Gloriana, e Ci vediamo in tv, condotta da Paolo Limiti.. Nel 2001 partecipa a La vita in diretta, dove duetta il brano con Mario Merola. Nel 2005 si esibisce con il brano a Domenica in, presentato da Merola e Mara Venier.
Il 24 settembre 2009 Mario Trevi partecipa al Premio Carosone, dove si esibisce con le canzoni Indifferentemente, Scalinatella e Giacca rossa 'e russetto accompagnato dai Kantango. Il 4 novembre dello stesso anno, Mario Trevi duetterà la canzone in coppia con Enzo Gragnaniello in occasione dello spettacolo Omaggio a Sergio Bruni.
Il 18 aprile 2011 Mario Trevi incide la terza versione della canzone, nell'album Napoli Turbo Folk, un progetto nato dallo spettacolo MARIO TREVI Lunabianca in concerto, con il quale ha debuttato il 17 aprile 2010, dove l'artista, accompagnato dai Lunabianca, interpreta una nuova versione della canzone, con arrangiamenti all'avanguardia composti da ritmi accelerati combinati con il folklore, la storia e la tradizione della canzone napoletana.
Il 23 novembre 2023 la versione di Trevi di Indifferentemente registrata nel 1963 è inserita nella colonna sonora dell'ultima puntata della quarta stagione della serie I bastardi di Pizzofalcone.
Il 27 settembre 2024, su Rai 3, è presente nel docufilm  'O Festivàl, dove, con artisti come Aurelio Fierro, Claudio Villa, Nunzio Gallo, Domenico Modugno, Ornella Vanoni e Peppino Di Capri, Trevi è testimone del Festival di Napoli attraverso filmati storici, con il brano Indifferentemente cantato nella quinta puntata della trasmissione Scala reale del 1966.

### La scomparsa di Mirna Doris e l'omaggio di Trevi
Il 27 marzo 2020, giorno del decesso di Mirna Doris, il collega ed amico Mario Trevi pubblica sulle sue pagine social una versione inedita di Indifferentemente, registrata l'ultima volta che Trevi e la Doris si sono incontrati in forma privata.

### Indifferentemente: l'autobiografia
Nel 2021 Mario Trevi pubblica la sua autobiografia Indifferentemente, scritta con il nipote Salvatore Architravo, dove raccoglie ricordi del suo debutto artistico negli anni '50, delle partecipazioni al Festival di Napoli, le tournée all'estero, le esperienze teatrali e cinematografiche, gli incontri con vari personaggi del mondo dello spettacolo.

### I cinquant'anni ed i sessant'anni di Indifferentemente
Il 18 ottobre 2013, in occasione dei cinquant'anni, Mario Trevi dedica, al brano, un video sul suo profilo di YouTube. Il 18 ottobre di dieci anni dopo, nel 2023, in occasione dei sessant'anni della presentazione del brano Indifferentemente, omaggia l'anniversario realizzando un breve video, pubblicato sulle sue pagine social. Nel video Trevi ringrazia il pubblico per il successo del brano, ricorda il collega Abbate ed allega alcuni cenni storici del brano. 

## La scomparsa di Abbate e l'omaggio di Trevi
Il 6 agosto del 1981 si spense prematuramente Mario Abbate, uno dei due "papà" della canzone. Nel 1997, per commemorare i settanta anni della nascita di Mario Abbate, Massimo Abbate, figlio di quest'ultimo, organizza una trasmissione televisiva per commemorare l'evento. Alla trasmissione vi parteciperanno grandi nomi della canzone napoletana, come Roberto Murolo, Alberto Amato, Nunzio Gallo, Tony Astarita e Mario Trevi. Trevi, in coppia con Nunzio Gallo, dedicherà a Mario Abbate la canzone che li fece vincere al Festival di Napoli.

## Televisione

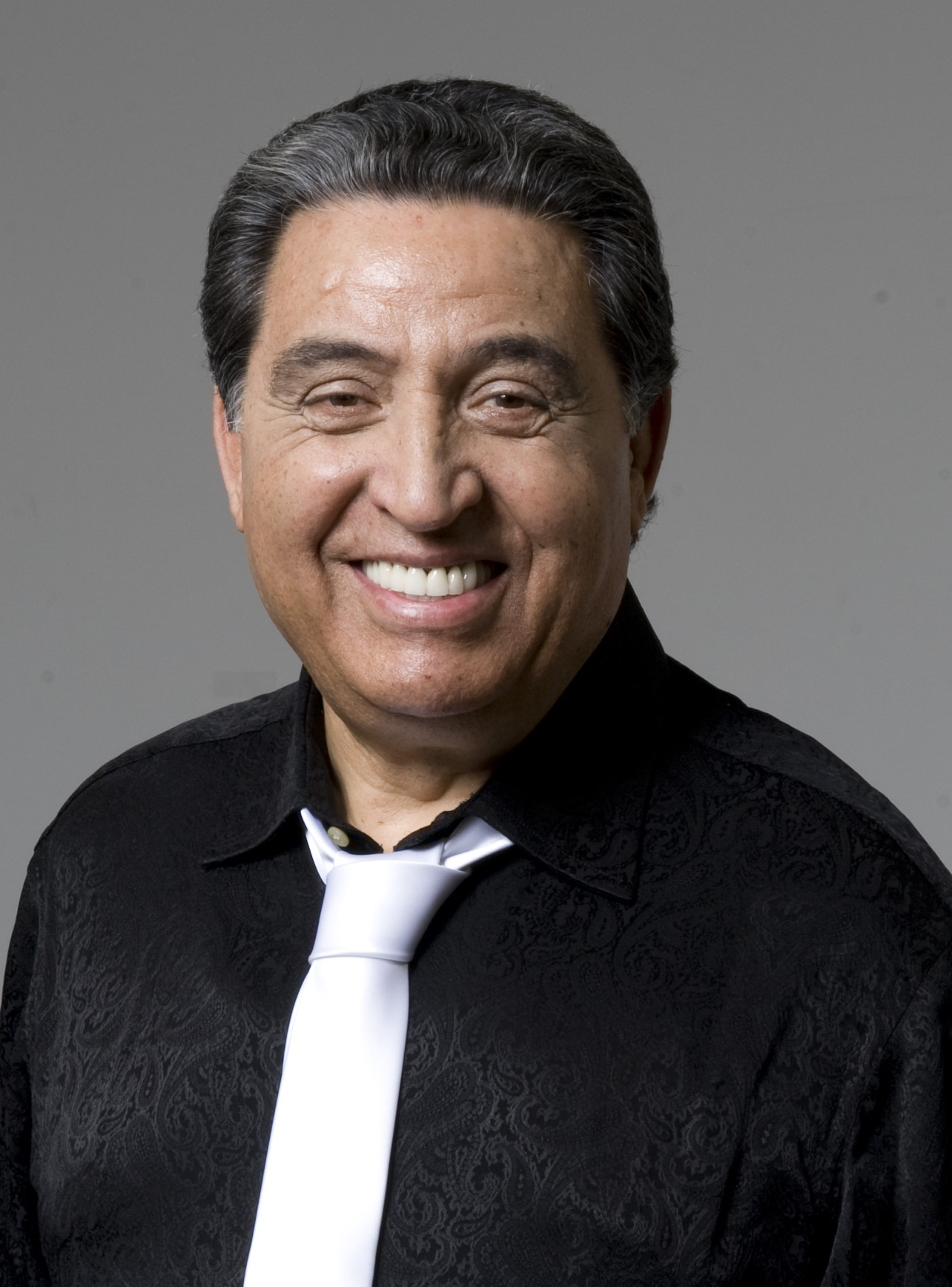
Mario Trevi

Nel 2006 viene cantata da Pino Cortese nella 17ª puntata del programma di Ciprì e Maresco I migliori nani della nostra vita (in onda su LA7). Indifferentemente viene tradotta anche in altre lingue. M'Barka Ben Taleb, cantante tra i protagonisti del film di John Turturro Passione, ne incide una versione in tunisino nel 2005 (nell'album Altocalore), ed avrà modo di cantarla, nel 2007, in una trasmissione condotta da Mario Trevi. Il brano viene interpretato in varie edizioni del programma Napoli prima e dopo. Nel 2010, il brano sarà eseguito da Bianca Guaccero nella terza stagione della serie televisiva Capri. Il 7 aprile 2014 Gigi D'Alessio, ospite di Bruno Vespa a Porta a porta, accenna il brano al pianoforte. Il 26 settembre 2014 il brano fa parte della colonna sonora della prima puntata della terza stagione di I Dieci Comandamenti, trasmissione di Rai tre.

## Cinema
Nel 1966 la canzone viene citata nel film di Franco e Ciccio I due sergenti del generale Custer dove Franco Franchi, in veste di indiano d'America, impugna arco e freccia e, usandoli come violino ed archetto, intona ironicamente il ritornello della canzone. Nel 1991 la canzone, nella versione incisa da Sergio Bruni nel 1964, fu scelta da Pappi Corsicato come motivo iniziale e finale di Libera, cortometraggio che nel 1993 vinse il Nastro d'argento come migliore opera prima al Festival di Berlino, dove fu presentato come film a episodi, con l'aggiunta dei due episodi intitolati Aurora e Carmela (nel quale tra l'altro c'è un frammento di 'A Sunnambula sempre di Sergio Bruni). Il 22 ottobre 2010 esce nelle sale cinematografiche il film Passione, di John Turturro, dedicato alla canzone napoletana; tra le canzoni del film è presente anche la canzone Indifferentemente, cantata dalla cantante portoghese Mísia. Nel 2011 il brano è ripreso nel film Mozzarella Stories, di Edoardo De Angelis, interpretato da Aida Turturro. Nel 2013, nell'interpretazione di Valentina Stella, fa parte della colonna sonora del film Il principe abusivo, dove è cantata anche da Serena Autieri e recitata in italiano da Alessandro Siani.

## Omaggi
Nel 2009, nell'album Passioni di Canio Loguercio, il brano Indifferentemente viene omaggiato nella canzone Giaculatoria dell'amore indifferente, eseguita da Loguercio, Raiz, Daniele Sanzone degli 'A67 e Maria Pia De Vito, con l'inserimento del ritornello nel testo.
Nel 2018 il collettivo reggae napoletano Napoli Rockers Syndicate omaggia il brano napoletano pubblicando un Ep contenente le tracce Throughout The Horns (strumentale) e Throughout The Moonlight, quest'ultimo cantato in inglese dal vocalist giamaicano Ken Boothe, lasciando in italiano la parola Indifferentemente.

## Altri interpreti
Dopo la presentazione da parte di Mario Trevi e Mario Abbate, in più di cinquant'anni la canzone è stata cantata da tanti artisti nazionali ed internazionali.
- Aida Turturro[30]
- Amii Stewart[31]
- Anita Sol[32]
- Antonya Di Iorio
- Bibì (Biagio Izzo) & Cocò[33]
- Bianca Guaccero[34]
- Carmelo Zappulla
- Elena Roger
- Emiliana Cantone[35]
- Enzo di Domenico
- Enzo Gragnaniello[36]
- Enzo Moscato[37]
- Eddy Napoli
- Fiordaliso
- Francesco Merola[38]
- Franco Moreno
- Fred Bongusto[39]
- Gabriella Pascale (ex cantante del gruppo musicale Walhalla)[40]
- Giacomo Rondinella
- Gianni Aterrano[41]
- Gigi D'Alessio (ft. Chris Botti)[42]
- Gigi Finizio[43]
- Gino Paoli
- Giò di Sarno[44]
- Giovanna
- Giulietta Sacco[45]
- Graziella Vendramin
- Leopoldo Mastelloni[46]
- Lina Sastri[47]
- l'Orchestra Italiana Napoletana e Sandro Cuturello[48]
- Manuela Villa[49]
- Maria Berasarte accompagnata dai Kantango[50]
- Marianna Corrado
- Mario Da Vinci
- Mario Merola
- Marilù Russo
- Massimo Ranieri[51]
- Mauro Nardi
- M'Barka Ben Taleb[52]
- Mimmo Rocco
- Mina[53]
- Mirna Doris[54]
- Mísia[55]
- Monica Sarnelli[56]
- Nando Citarella
- Nino D'Angelo[57]
- Nunzio Gallo
- Pietra Montecorvino
- Pino Mauro
- Raiz
- Roberto Murolo
- Rocco Hunt[58]
- Sal da Vinci[59]
- Serena Autieri[60]
- Sergio Bruni
- Tiziana Ruoto
- Tommy Riccio
- Tony Astarita
- Tony Bruni
- Valentina Stella[61]